# Coherence - Oltre lo spazio tempo
Coherence - Oltre lo spazio tempo (Coherence) è un film del 2013 diretto da James Ward Byrkit.
Si tratta di un thriller fantascientifico che sfrutta le teorie del multiverso e della decoerenza quantistica.

## Trama
Durante una serata in cui una cometa transita a distanza molto ravvicinata dalla Terra, visibile ad occhio nudo, otto amici si ritrovano insieme per una cena presso l'abitazione di due di essi. Si tratta di Hugh e Beth, sposati, Emily e Kevin, fidanzati, Amir e Laurie, quest'ultima una ex di Kevin, che mette Emily a disagio, e i conviventi Mike e Lee, gli ospitanti. Quello che sembra un normale appuntamento tra conoscenti si trasforma presto in un dramma quando una serie di strani eventi inizia a verificarsi.
Inizialmente il telefono di Emily si rompe autonomamente, come più tardi accade anche a quello di Hugh. Poi si verifica un blackout, con anche l'interruzione della linea telefonica mobile e fissa, seguito dall'avvistamento di estranei nel cortile. Hugh, che era stato vagamente avvisato dal fratello sulla possibilità di strane occorrenze legate al passaggio della cometa, decide di andare con Amir presso una casa del vicinato, l'unica con le luci ancora accese, chiedendo di usare il loro telefono. I due fanno ritorno sconvolti e con una misteriosa scatola, affermando di aver visto loro stessi nell'altra casa. La scatola contiene loro foto con numeri sul retro. Panico e paranoia si diffondono nel gruppo di amici, che presto si rende conto di aver a che fare con la collisione di universi paralleli. Un libro del fratello di Hugh recuperato dalla macchina di quest'ultimo suggerisce infatti che il tutto può essere spiegato da una decoerenza quantistica, un esempio della quale è il paradosso del gatto di Schrödinger.
Anche loro ne prendono spunto per effettuare la stessa operazione. Dopo altre uscite di casa e rientri, dovuti alla presenza di rumori nel cortile, tra cui uno derivato dallo scassinamento della macchina di Hugh che conteneva il libro, ed al tentativo di alcuni di comunicare con le loro versioni alternative, percepite come una minaccia, gli otto capiscono che la scatola con le foto era stata usata dai personaggi dell'altro universo per auto-assegnarsi un simbolo e riconoscersi nel caso dovessero mischiarsi con altre versioni di loro stessi. Anche loro ne prendono spunto per effettuare la stessa operazione, ma a seguito di questo Emily si rende conto che la maggior parte di loro proviene già da universi diversi.
Delusa dal comportamento di Kevin ed in generale dalle reazioni degli amici, abbandona tale realtà e decide di vagare nel vicinato fino a ritrovarsi in un universo più felice. Trova un'abitazione in cui gli otto amici non hanno mai lasciato la casa e sembrano vivere la serata in armonia, ignari di cosa il passaggio della cometa stia comportando. Dopo averli indotti ad uscire, aggredisce la versione alternativa di se stessa, con l'obiettivo di prendere il suo posto. Immaginando che alla fine solo una Emily resterà nella realtà che sta vivendo o che le diverse versioni siano destinate ad unirsi, dopo averle fatto perdere conoscenza, ne nasconde il corpo. Ormai esausta, sviene, per risvegliarsi solo il giorno dopo. Gli amici non sembrano sospettare di nulla, ma quando Kevin si reca dalla fidanzata appena svegliatasi, riceve una sconvolgente telefonata.

## Produzione
L'autore e regista James Ward Byrkit, alla sua prima regia di un lungometraggio cinematografico, spiegò di aver prodotto il film senza una sceneggiatura completa, sfruttando le capacità di improvvisazione del cast. Dopo aver scritto le caratteristiche essenziali dei personaggi e gli avvenimenti principali della trama, iniziò a testare, con quello che sarebbe stato il cast del film, l'idea di girare un film nel soggiorno della sua abitazione, senza l'ausilio di una troupe completa.
La messa in atto dell'esperimento fu preceduta da una lunga pianificazione, durata circa un anno. Le riprese, con risorse minimali, durarono cinque notti; agli attori furono date, individualmente, ogni sera delle brevi note sui loro personaggi, senza tutti i risvolti che la trama avrebbe avuto nelle scene da girare.
Il cast è composto da otto attori: Emily Baldoni, accreditata con il cognome di battesimo come Emily Foxler, Maury Sterling, Nicholas Brendon, Elizabeth Gracen, Alex Manugian, Lauren Maher, Hugo Armstrong e Lorene Scafaria; anche se la prima parte del film viene volutamente fatta percepire come un cast corale, Emily Baldoni emerge in seguito come protagonista.

## Distribuzione
Dopo presentazioni a vari festival cinematografici, a partire da quella del 19 settembre 2013 al Fantastic Fest di Austin, nell'estate del 2014 fu distribuito nei cinema di New York e online su piattaforme di video on demand.

## Accoglienza
Per il The Hollywood Reporter, anche se soffre di qualche imperfezione come espedienti narrativi non del tutto convincenti, si tratta di un esperimento stimolante e ben riuscito, che serve bene da allegoria per i percorsi che ognuno nella propria vita sceglie di seguire. Per Entertainment Weekly si tratta di una soddisfacente aggiunta al sottogenere amici in situazioni "apocalittiche", mentre per il New York Post James Ward Byrkit è stato in grado di provocare brividi efficaci mescolando fisica quantistica e la banale tendenza umana a commettere cattive scelte in situazioni di emergenza. Il Los Angeles Times apprezzò anche le interpretazioni del cast. Secondo Variety, invece, la regia e i personaggi non si focalizzano a sufficienza sulle domande che la trama si porta dietro: siamo in grado davvero di conoscerci? E se sì, vogliamo davvero farlo?